# Посттеизам
Посттеизам је варијанта нетеизма која предлаже да је разлика између теизма и атеизма застарела и да Бог припада фази људског развоја која је прошла. Унутар нетеизма, посттеизам је контраст антитеизма. Термин се појављује у хришћанској либерарној теологији и постхришћанству.
Френк Хју Фостер је 1918. године у предавању најавио да је модерна култура дошла до "посттеистичке етапе" у којој је човечанство преузело моћ агенције и креативности које су претходно преписиване Богу.
Денис Тарнер тврди да Карл Маркс није изабрао атеизам уместо теизма, већ одбио овај одабир. Са оваквом одлуком, његова позиција се може сматрати посттеистичком, али и постатеистичком. На пример, Маркс тврди да је термин атеизам безначајан, јер је инсистирао "религија је сама по себи без садржаја, своје постојање не дугује рају већ земљи и уништавање дистортиране стварности којој је теорија, она ће се сама урушити".
Слична идеја се може наћи и у Ничеовим речима Бог је мртав.

## Познати посттеисти
- Карл Маркс
- Фридрих Ниче